# Stephan (Slawonien)
Stephan (* 26. Dezember 1332; † 9. August 1354) war Prinz von Ungarn-Kroatien und Statthalter von Transsylvanien, Slawonien, Dalmatien und Kroatien.
Stephan war der jüngste von fünf Söhnen des Königs Karl I. von Ungarn aus dem Haus Anjou und seiner dritten Ehefrau Elisabeth von Polen. Er war der jüngere Bruder von Ludwig I. und Andreas von Ungarn, dem Ehemann der Königin Johanna I. von Neapel.
Als Regent von Zips und Šariš etablierte Stephan 1349 seinen eigenen Hof. Später wurde er zum Regenten von Transsylvanien ernannt, 1351 zum Regenten von Kroatien und Dalmatien. 1353 wurde er Herzog von Slawonien. Er starb bereits ein Jahr später. Seinem Sohn wurde anfangs erlaubt, den Besitz seines Vaters zu übernehmen, jedoch wurde diese Regelung 1353 widerrufen.
Auf Stephan von Ungarn geht der älteste Teil des Burgpalasts in Budapest zurück. Vom Stephansturm (ungarisch: István-torony) existieren jedoch nur noch die Fundamente.

## Ehe und Kinder
Im Januar 1350 heiratete er Margarete von Bayern, eine Tochter des Kaisers Ludwig IV. aus seiner Ehe mit Margarete von Hennegau. Das Paar bekam zwei Kinder:
- Elisabeth (* 1352; † vor 1380); ⚭ Philipp II. von Tarent (Haus Anjou)
- Johann (* 1354; † 1363), der am 24. Juni 1355 als Erbe seines Großonkels Kasimir III. von Polen eingesetzt wurde, ihn aber nicht überlebte.